# Боровий Максим Михайлович
Макси́м Миха́йлович Борови́й (*1893, с. Опарипси, тепер Радивилівська міська громада, Рівненська область — † 23 грудня 1941 — за офіційною версією) — офіцер царської армії, полковник війська Української Народної Республіки.

## Життєпис
1911 року призваний на службу в царську армію. Закінчив Чугуївське військове училище. З початком Першої світової війни — на австро-російському фронті, служив до Лютневої революції 1917 року, дійшов до чину штабс-капітана. В боях двічі поранений, кавалер Георгіївського хреста.

### Час визвольних змагань
Організовував збройні відділи у Радивилові та навколишніх селах. Прихід в Україну німецьких військ не сприйняв схвально. Після проголошення гетьманом Скоропадського став одним із тих, хто готував проти нього повстання — на Радивилівщині.
Провів із своїм загоном наліт на гетьманську заставу в Кременці, з боєм заволодів містом, загинуло тоді 9 повстанців. Після завершення операції на основі цього відділу створюється Перший Волинський полк УНР, Боровий обирається отаманом (полковником).
Під впливом надзвичайно потужної тогочасної більшовицької агітації на отамана починають сипатися звинувачення як на колишнього офіцера царської армії. З огляду на це отаман звертається до окружної військової команди в Золочів з проханням надіслати допомогу з галичан — перш за все, задля забезпечення продовольства та військового майна, останнє накопичилося на залізничній станції Радивилів після проходження фронту в 1916—1917 роках.
У січні 1919 року з Бродів до Радивилова прибула сотня Української Галицької Армії під проводом четаря Наливайка, з двома скорострілами. Галичан зустріли з почестями та гімном «Ще не вмерла Україна». Проте по-більшовицьки настроєна частина вояків 1-го Волинського полку вчинила заколот та, роззброївши прибулих, змусила їх покинути місто. Вимушено подався до Бродів й отаман Боровий зі своїм незбільшовизованим загоном.
Після першої невдалої спроби взяти під контроль Радивилів та загалом Дубенський й Кременецький повіти (було узгоджено з полковником УНР Олександром Шаповалом), УГА посилає до Радивилова три сотні стрільців з повним бойовим забезпеченням під рукою старшини УГА Петра Вовка.
Старшина Вовк по прибутті до Радивилова проводить розслідування причин невдачі, заслуховує і Борового. У вислідку був заарештований один з більшовицьких заколотників М. Стрельбицький, у Кременці проведений суд, там же Стрельбицький розстріляний. Старшині Вовку вдалося опанувати Радивилів, Дубенський та Кременецький повіти.
За Польщі Боровий здобуває медичну освіту, повертається до Радивилова, займається сільським господарством. Працював учителем першої української школи в Радивилові.

### Часи радянські
За радянської влади заарештований 10 квітня 1940, НКВД засуджений до 8 років позбавлення волі.
Згідно з офіційними версіями, помер 23 грудня 1941 року від паралічу серця. Похований десь у болотах у районі спецтаборів біля Ухти.

## Родина
Його син, Євген Максимович Боровий (* 1925 — † 2004) — доктор медичних наук, заслужений лікар України, завідувач відділення хірургії Рівненської обласної клінічної лікарні. Онука, Борова Оксана Євгенівна († 2012) — доктор медичних наук.